# Bataille de Marengo
Pour les articles homonymes, voir Marengo.
Deuxième Coalition - Campagne d'Italie
Batailles
Guerre de la Deuxième Coalition
- St George's Caye (navale) (09-1798)
- Nicopolis (10-1798)
- Corfou (11-1798)
- Copenhague (navale) (04-1801)
- Algésiras (navale) (06-1801)

Campagne de Hollande
- Callantsoog (08-1799)
- Vlieter (08-1799)
- Zyp (09-1799)
- Bergen (09-1799)
- Alkmaar (10-1799)
- Castricum (10-1799)

Campagne de Suisse
- Ostrach (03-1799)
- Feldkirch (03-1799)
- 1re Stockach (03-1799)
- Frauenfeld (05-1799) (en)
- Winterthour (05-1799)
- 1re Zurich (06-1799)
- Schwytz (08-1799)
- Amsteg (08-1799) (en)
- Saint-Gothard (09-1799)
- 2e Zurich (09-1799)
- Linth (09-1799) (en)
- Muten (10-1799) (ru)
- Engen (05-1800)
- 2e Stockach (05-1800)
- Moesskirch (05-1800)
- Biberach (05-1800)
- Erbach (05-1800)
- Höchstädt (06-1800)
- Ampfing (12-1800)
- Hohenlinden (12-1800)

Campagne d'Égypte
- Malte 1 (06-1798)
- Malte 2 (06-1798)
- Alexandrie (07-1798)
- Chebreiss (07-1798)
- Pyramides (07-1798)
- 1re Aboukir (08-1798)
- Salheyeh (08-1798)
- Malte 3 (09-1798)
- Sédiman (10-1798)
- Caire (10-1798)
- Samanouth (01-1799)
- El Arish (02-1799)
- Syène (02-1799)
- Jaffa (03-1799)
- Saint-Jean-d'Acre (03-1799)
- Mont-Thabor (04-1799)
- 2e Aboukir (07-1799)
- Damiette (11-1799)
- Héliopolis (03-1800)
- 3e Aboukir (03-1801)
- Mandora (03-1801)
- Canope (03-1801)
- Fort Jullien (04-1801)
- Le Caire (06-1801) (en)
- Alexandrie (08-1801)

2e Campagne d'Italie
- Vérone (03-1799)
- Magnano (04-1799)
- Cassano (04-1799)
- Mantoue (04-1799)
- Bassignana (05-1799)
- 1re Marengo (05-1799) (en)
- Modène (06-1799) (en)
- Trebbia (06-1799)
- 2e Marengo (06-1799) (en)
- Novi 1 (08-1799)
- Rome (09-1799)
- Mannheim (09-1799) (en)
- Novi 2 (10-1799) (en)
- Genola (11-1799)
- Gênes (04-1800)
- Sassello (04-1800) (en)
- Fort Bard (05-1800)
- Verceil (05-1800)
- Turbigo (05-1800)
- Montebello (06-1800)
- 3e Marengo (06-1800)
- Pozzolo (12-1800)

La bataille de Marengo vit s'opposer le 25 prairial an VIII (14 juin 1800) l'armée française commandée par le général Bonaparte, alors Premier consul, à l'armée autrichienne dirigée par le feld-maréchal baron von Melas à Marengo, à proximité d'Alexandrie, dans le Piémont (aujourd'hui en Italie). Cette bataille se termine par la victoire française.
Les Autrichiens tentent de profiter de l'étirement des lignes françaises, occupées à poursuivre leurs adversaires après la bataille de Montebello, pour couper en deux l'armée française. Les troupes des généraux français Victor et Lannes doivent battre en retraite devant l'armée de von Melas qui les attaque par surprise. Mais elles sont soutenues en milieu de journée par les troupes que Bonaparte mène à leur secours. En fin de journée, l'arrivée du corps du général Desaix permet aux Français, en situation difficile, de faire basculer l'issue de la bataille en leur faveur, au point de transformer la retraite des Autrichiens en déroute. Desaix trouvera la mort dans la bataille.
Après leur défaite, les Impériaux négocient avec Bonaparte la fin de la guerre en Italie, qui oblige les troupes impériales à se replier au-delà du Tessin.
Ce fait d'armes permet à Bonaparte de conforter sa position politique en tant que Premier consul. Cette victoire décisive sur le front italien lui permet de promouvoir son image de chef victorieux, faisant passer la bataille à la postérité, même si la guerre n'est pas encore terminée et si les combats se poursuivent en Allemagne.

## Contexte
Contraint à la guerre par l'arrivée d'une nouvelle armée autrichienne en Italie, Bonaparte imagine une nouvelle campagne d'Italie, beaucoup plus ambitieuse que la précédente. La situation militaire y est difficile, depuis qu'en février le général du Saint-Empire von Melas a coupé en deux l'armée française d'Italie : il a assiégé Gênes où sont retranchées les troupes de Masséna, et a repoussé Suchet au-delà du Var. Bonaparte élabore à partir de ces événements une vaste combinaison stratégique. Il constitue à Dijon une armée de réserve, officiellement commandée par le général Berthier, faisant croire que le gros de l'assaut est confié au général Moreau vers l'armée autrichienne du Danube qu'il doit refouler. En fait, l'objectif est de l'isoler du Tyrol pour empêcher l'acheminement de renforts en Italie ; dès lors, au lieu de pousser toutes ses troupes vers l'est, Moreau, une fois l'armée du Rhin engagée, doit détacher vers le sud, à travers le col du Saint-Gothard, 17 000 hommes du corps du général Lecourbe, pour y rejoindre en Italie les troupes de Bonaparte, venues de Dijon au même moment par le col du Grand-Saint-Bernard. Cette armée est prévue pour attaquer les arrières des troupes impériales, occupées au siège de Gênes d'un côté, et à l'assaut sur le Var de l'autre.

Bonaparte franchissant le Grand-Saint-Bernard par Jacques-Louis David.

L'Autriche, peu inquiète des préparatifs de l'armée de réserve que l'on croit prévue en renfort pour Moreau, maintient son armée d'Allemagne sur la défensive, et concentre tout son effort sur l'Italie, rendant terrible le siège de Gênes où l'armée de Masséna est épuisée par les combats, la famine et les épidémies. Alors que la dureté du siège le presse à agir, Moreau est lent à lancer son opération vers le Tyrol, ce qui retarde Bonaparte dans son franchissement des Alpes par les cols du Petit et Grand-Saint-Bernard. Malgré ces difficultés, le 23 mai, enfin, le passage vers les plaines du Piémont est effectué dans de bonnes conditions, provoquant la surprise escomptée.

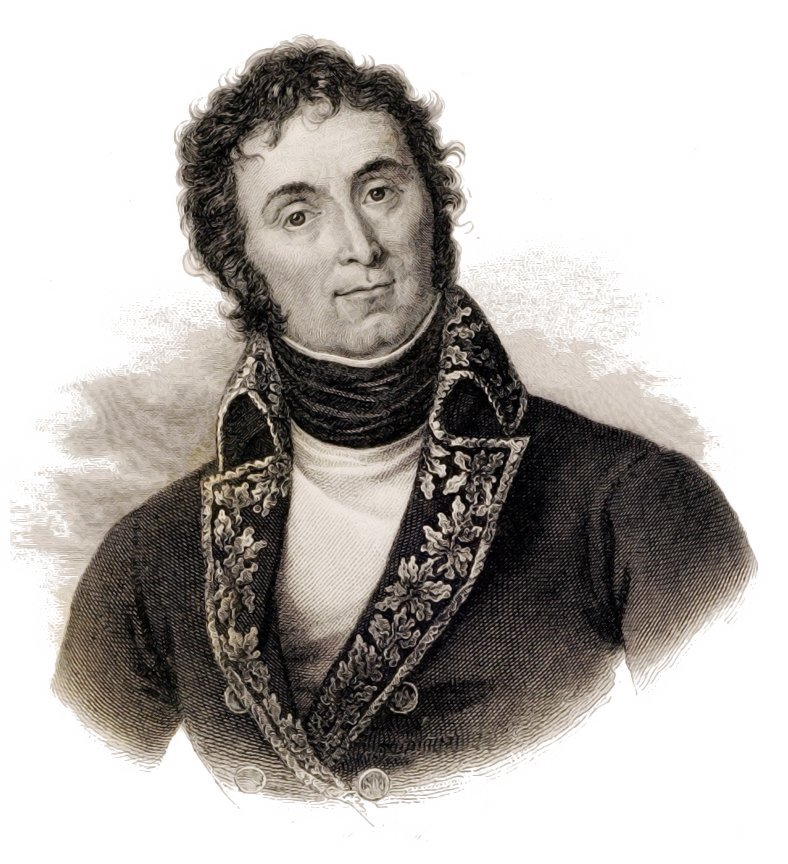
André Masséna

Le 2 juin, le général de division Murat, à la tête de l'avant-garde, entre à Milan ; les Autrichiens sont repoussés sur Turin. Mais la stratégie initiale s'effondre lorsque le 4 juin, Masséna capitule à Gênes. La prise en tenaille de von Melas entre lui et Masséna est désormais impossible, et un grand nombre de troupes impériales sont libérées pour de futures opérations contre les Français. Bonaparte doit modifier son plan. Il s'oriente donc plus au nord, fortifie Milan, s'assure toute la ligne du Pô jusqu'à son affleurement avec les Apennins au défilé de la Stradella, fermant ainsi la presque totalité des lignes de retraite des différentes troupes du baron von Melas vers l'Empire. Il pense alors l'accrocher dans une bataille décisive entre Alexandrie et Tortone.
Le 9 juin a lieu la bataille de Montebello, près de la Stradella. Le général Lannes, à la tête de l'avant-garde française, arrête une partie des Impériaux en retraite, menés par le général O'Reilly (en), qui sont rejoints par une armée venant de Gênes et commandée par le général Ott. Battue, l'armée autrichienne se replie, puis rejoint derrière la Bormida le général von Melas qui arrive à son tour à Alexandrie. Cette victoire rend Bonaparte excessivement confiant en ses capacités et en celles de ses hommes. Il est désormais convaincu que von Melas n'attaquera pas, et mieux encore, que les Impériaux envisagent déjà la retraite. Comme d'autres contingents français s'approchent par l'ouest et le sud, von Melas doit retirer la majorité des troupes qui se tenaient près de Nice, de Gênes et d'Alexandrie, et les replie sur la route entre Turin et Mantoue.

## Déroulement

### Préparatifs
Les Autrichiens ont prévu de se frayer un chemin vers l'est, mais grâce à un agent double connu sous le nom de François Toli, ils essayent de tromper Bonaparte en lui faisant croire qu'ils se dirigent vers le nord, en direction de Milan, après avoir été rejoints par les forces en provenance de Gênes. L'espion conseille à Bonaparte de marcher vers Sale, au nord de la plaine, et d'attaquer les Impériaux sur leur flanc gauche. Entretemps, le gros de l'armée impériale traverse le village de Marengo et se dirige vers le nord, avant de tomber sur le flanc gauche de l'armée française. Ott arrive de Montebello le 12 juin, portant les effectifs impériaux à 30 000 hommes, soit 2 000 de plus que les Français de Bonaparte, qui arrive à Sale le 13 juin. La décision des Impériaux de marcher vers l'est est prise lors d'un conseil de guerre tenu le jour de l'arrivée de Bonaparte à Sale. Les généraux autrichiens les plus expérimentés approuvent vivement cette stratégie, l'alternative étant que l'armée impériale se repliât le long du Pô, abandonnant le Piémont sans combat. Néanmoins, en évacuant la plaine de San Giuliano (it) où la redoutable cavalerie de l'armée impériale peut déterminer l'issue de la bataille en sa faveur, von Melas commet une grave erreur.
Bonaparte sait qu'Ott est coincé à Alexandrie, mais il ignore la position de von Melas. Après avoir rencontré l'espion, et craignant de voir les Autrichiens s'échapper vers Gênes ou Mantoue, Bonaparte sépare ses forces dans un large périmètre. Il envoie Desaix avec le général Boudet (6 000 hommes) au sud, à Novi Ligure, et le général La Poype (3 500 hommes) au nord, sur l'autre rive du Pô. Plus au nord, de Verceil au lac Majeur, sont stationnées les divisions d'Antoine de Béthencourt et de Joseph Chabran, et au nord de Plaisance, est stationnée la division de Lorge. Le Premier consul envoie également Lannes vers San Giuliano. Il est convaincu d'avoir vu juste lorsque la division du général Victor, avec l'aide de la cavalerie de Murat, repousse le Feldmarschall-Leutnant Andreas O'Reilly von Ballinlough (en) du village de Marengo. Victor déploie ensuite les divisions des généraux Gardanne et Chambarlhac le long du Fontanone. Les Autrichiens envisagent de construire un pont plus au nord afin de prendre les positions françaises à revers, mais le manque de temps et de pontonniers a raison de cette stratégie, les forçant à traverser la rivière Bormida et à attaquer.

### Champ de bataille

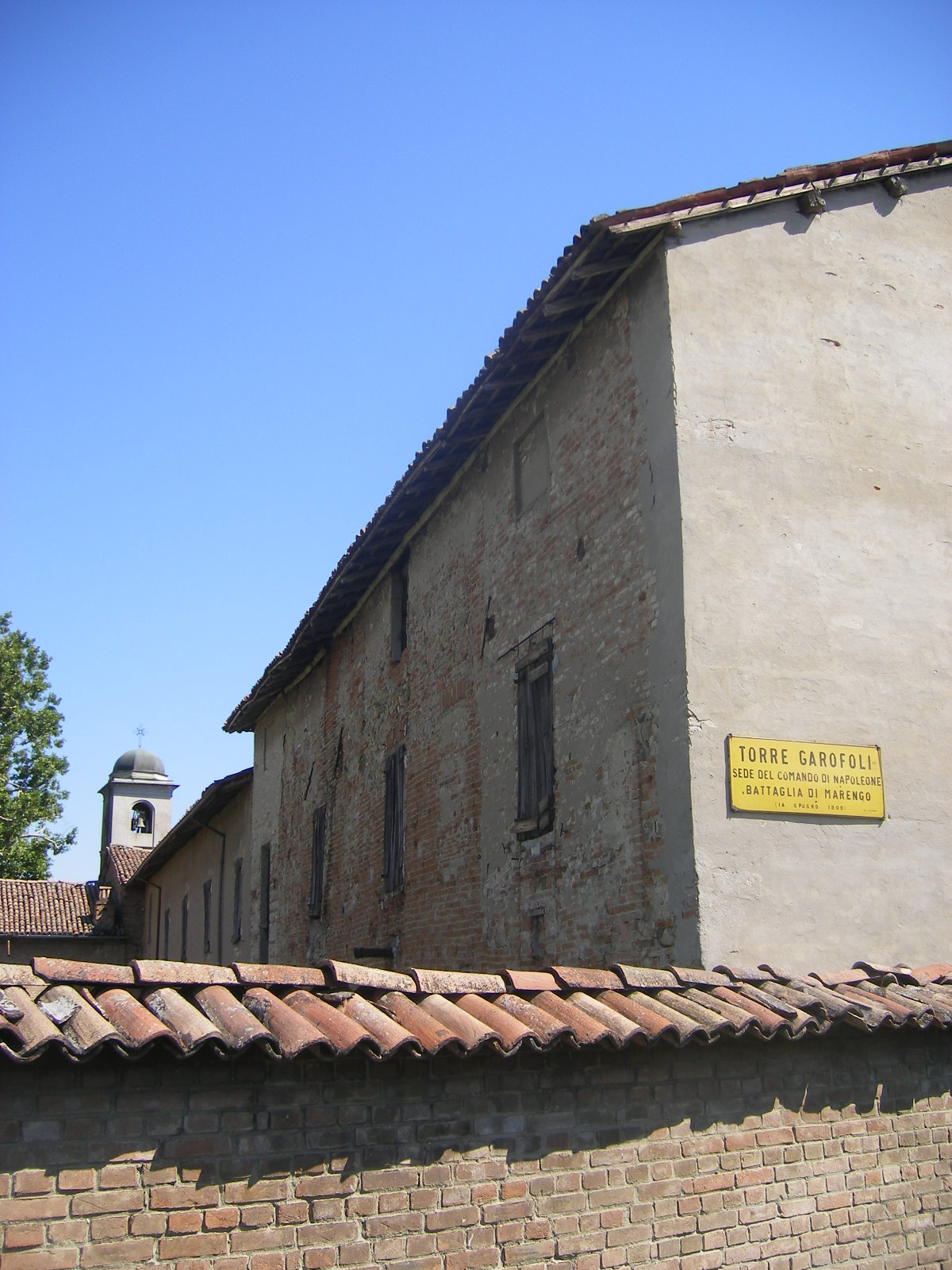
Torre Garofoli, quartier général de Bonaparte avant la bataille.

La bataille a lieu à l'est d'Alexandrie, dans une plaine traversée par une rivière, la Bormida, sur laquelle les Impériaux ont établi une tête de pont. Les trois principaux sites de la bataille forment un triangle, avec Marengo à l'ouest, Castelceriolo (it) au nord et San Giuliano Vecchio (it) à l'est. Un cours d'eau, le Fontanone, coule entre Marengo et la Bormida. Le Premier consul établit ses quartiers à Torre Garofoli (sh), encore plus à l'est.

### Forces en présence
Au départ, 30 000 Autrichiens équipés de 100 canons sont opposés à 22 000 Français qui en possèdent 15. Cependant, à la fin de la bataille, l'arrivée de Desaix, avec ses 6 000 hommes, renforce l'armée de Bonaparte.
La campagne de 1799 a épuisé l'armée impériale d'Italie, les pertes et la maladie ayant réduit certains régiments à 300 hommes. La composante principale de l'armée est stationnée dans le Piémont et dans la plaine du Pô, une poignée d'unités ayant été placées dans leurs quartiers d'hiver dans des zones mieux ravitaillées. Éloignées de leurs bases, d'où les régiments reçoivent leurs renforts, les troupes vivent dans des conditions misérables. L'armée de mars 1800 est à peine plus forte que celle ayant opéré en 1799. L'équipement et les uniformes ont été améliorés et mis à jour. Un nouvel uniforme a été mis au point, muni d'un casque en cuir et accompagné de mousquets de plus petit calibre, cependant seule une minorité de soldats peuvent en bénéficier en 1800. Des efforts ont été fournis afin de pouvoir standardiser l'équipement, mais l'on dénombre une multitude de calibres de mousquets, ainsi que plusieurs formes de sabres.
Von Melas divise son armée en trois corps, face à la Bormida, juste devant Alexandrie : au nord, le Feldmarschall-Leutnant Ott (Friedrich Heinrich von Gottesheim (en) et son avant-garde, en plus des divisions de Joseph von Schellenberg (en) et de Ludwig von Vogelsang (en)) ; au sud, la division d'O'Reilly ; au centre, von Melas lui-même, qui assume le commandement de la plus importante formation, regroupant les divisions de Karl Joseph von Hadik-Futak (de), Konrad Valentin von Kaim, Ferdinand Johann von Morzin (en) et Anton von Elsnitz (en).
Face à eux, les 36 000 soldats de l'armée française ne sont guère mieux lotis que leurs prédécesseurs de 1795. Le ravitaillement est insuffisant, la discipline et la cohésion font défaut, les désertions creusent les rangs, et parfois, des formations entières marchent vers l'arrière à la recherche de nourriture. Leur valeur combative est donc douteuse. En établissant l'armée de réserve en France, le premier geste de Bonaparte est de réviser intégralement le système d'approvisionnement, en permettant aux troupes de bénéficier régulièrement de provisions et d'uniformes décents. Sans bénéficier de l'énorme supériorité de l'infanterie et de l'artillerie dont ont disposé les armées françaises à l'occasion de plusieurs campagnes républicaines, l'essentiel du corps de réserve de Bonaparte, provenant principalement de la République batave, a servi en Vendée sous le général Brune pour réprimer la rébellion royaliste. Des vétérans viennent rejoindre ce corps, notamment en provenance de l'armée des côtes de l'Océan. La nouvelle doctrine militaire met l'accent sur l'attaque et l'action offensive, la mobilité et la baïonnette, plutôt qu'aux affrontements en ligne.
En face de l'armée autrichienne se tient, au sein et au sud de Marengo, le corps de Victor (les divisions de Chambarlhac et Gardanne), soutenu à gauche par la cavalerie de Kellermann, et au nord-est par le corps de Lannes (la division Watrin, accompagnée de la brigades de cavalerie Champeaux), rassemblant 15 000 soldats. À l'est de Castelceriolo se trouve la division du général Monnier, renforcée par la garde des consuls qui forme la réserve. Le corps de Victor subit de plein fouet l'attaque des Impériaux.

### L'attaque autrichienne

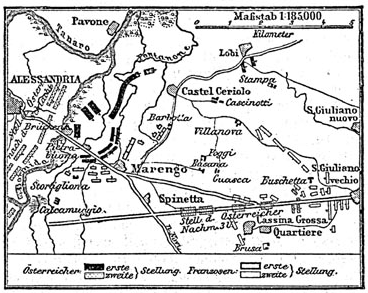

Initialement, les deux assauts des Impériaux traversent la rivière Fontanone, près du village de Marengo. Les troupes autrichiennes quittent Alexandrie et se dirigent vers l'est pour traverser la Bormida. Deux ponts débouchent sur un bras étroit de la rivière, où la traversée est plus aisée. Mais le travail insuffisant de leur état-major retarde les opérations, et toute l'armée doit finalement traverser la rivière sur un seul pont étroit. L'opération débute à 6 heures du matin, les premiers coups de feu étant tirés vers 8 heures, mais l'attaque n'est véritablement lancée qu'à 9 heures.

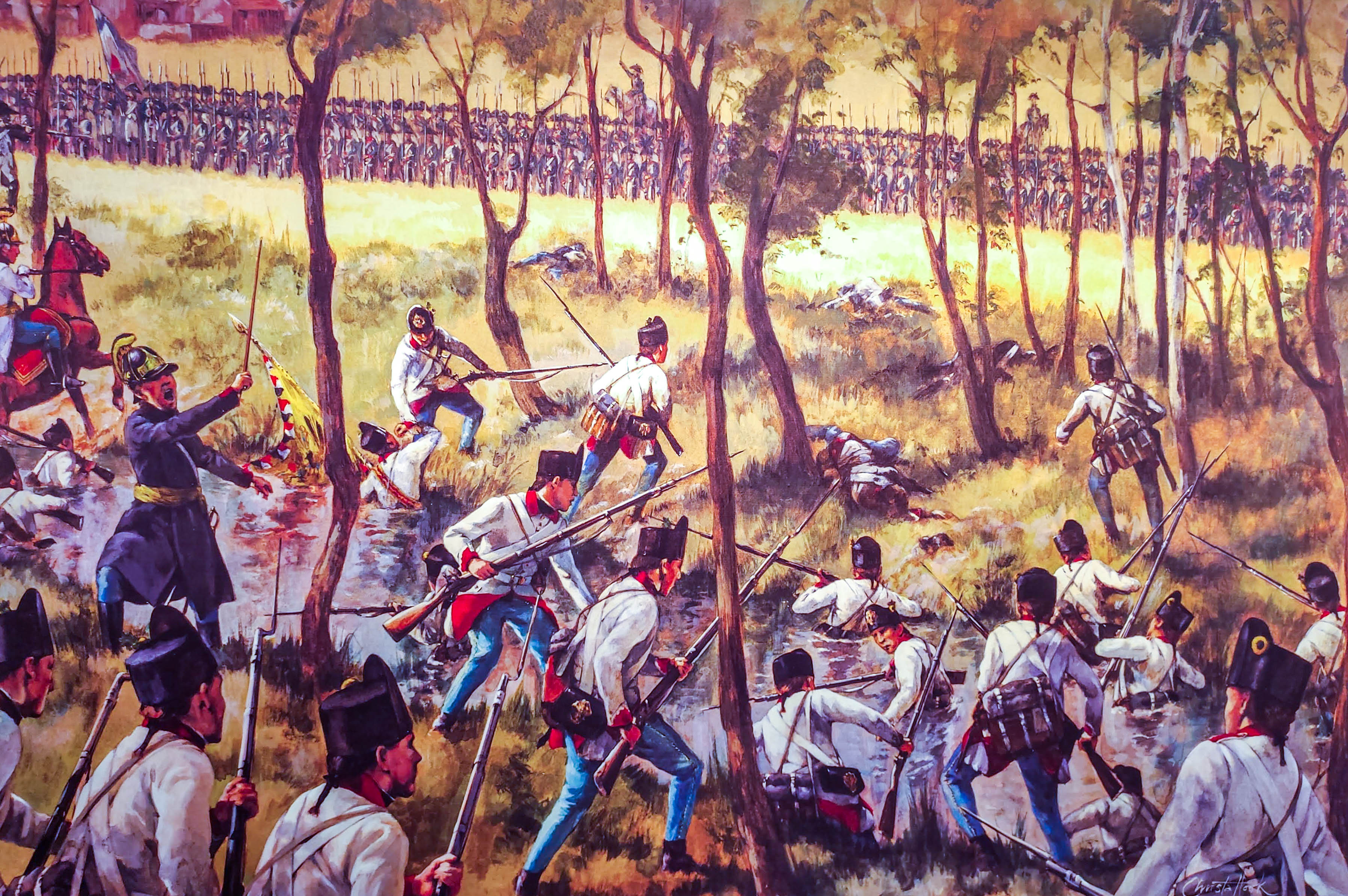
Les Autrichiens attaquent le village de Marengo, défendu par la division Gardanne. Musée de la bataille de Marengo.

Les 1 200 hommes qui composent l'avant-garde du colonel Frimont et une division de 3 000 hommes d'O'Reilly repoussent les avant-postes français. Ils se déploient pour former l'aile droite de l'armée impériale, faisant reculer du même coup les Français de la ferme de Pedrabona et de celle de Stortiglione située plus au sud. Le centre de l'armée impériale (18 000 hommes sous les ordres de von Melas) avance vers Marengo jusqu'à ce qu'il soit arrêté par l'infanterie du général Gardanne, déployée en face du Fontanone. Sur la gauche des impériaux, les 7 500 hommes d'Ott attendent que la route soit libre pour se diriger vers le village de Castelceriolo, au nord des positions françaises. Ce mouvement menace à la fois l'armée française d'un encerclement, mais aussi ses lignes de communication vers Milan.
Toutefois les troupes de Gardanne parviennent à contenir les Autrichiens, faisant perdre à von Melas des hommes et du temps. Lorsque la division de Gardanne est épuisée, Victor la retire derrière le Fontanone et lance la division Chambarlhac. Les Français conservent le village de Marengo et la ligne du Fontanone jusqu'à midi, avec leurs deux flancs exposés. Dans un premier temps, von Melas envoie la division du Feldmarschall-Leutnant von Futak (en) (quatre bataillons) sur les défenses de Victor, soutenue par la batterie d'artillerie de l'avant-garde de Frimont le long du Fontanone. Le terrain est boueux et la division de von Futak subit des feux croisés. Son chef étant tombé, l'offensive est arrêtée. Le commandement autrichien fait alors donner la division du Feldmarschall-Leutnant von Kaim, mais cette dernière est également repoussée à 11 heures. Finalement, alors que la position française est renforcée par la cavalerie de Kellermann et que la formation de Lannes est en marche, le Feldmarschall-Leutnant von Morzin (en) attaque la position française avec ses grenadiers d'élite au niveau de Marengo. Mais von Melas commet également une faute tactique, en détachant le corps de 2 300 hussards du General-Major Nimptsch et deux batteries d'artillerie qu'il envoie au-delà du pont de la Bormida afin de contenir le corps du général Suchet, que les impériaux croient avoir repéré à 9 heures en provenance d'Acqui Terme et se dirigeant vers Alexandrie par le sud. En retardant la traversée de la gauche de l'armée impériale, il empêche la brigade de Nimptsch de prendre part à la bataille car elle est située à 30 kilomètres de là.

### Combat indécis au centre près de Marengo

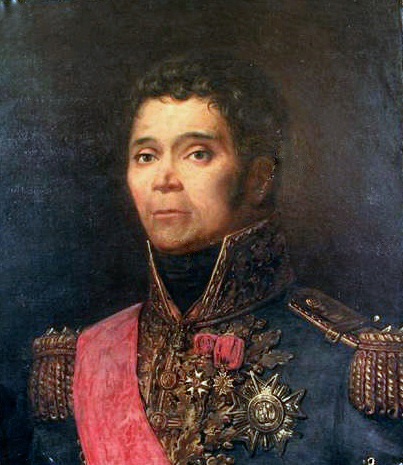
François Étienne Kellermann joua un rôle décisif pendant la bataille.

Vers 10 heures, Bonaparte, qui se trouve alors à 5 kilomètres à l'Est de Marengo, comprend que le mouvement autrichien n'est pas une diversion couvrant la retraite de von Melas, mais bien une attaque massive dirigée vers son centre. Les officiers français ayant envoyé leurs troupes en soutien à Victor, le corps de Lannes se déploie sur le flanc droit. Les bataillons autrichiens de Bellegarde, rattachés à la division de Kaim, traversent le Fontanone au nord de Marengo et occupent la ferme de la Barbotta. Mais Lannes les repousse grâce à l'infanterie de Watrin, puis fait traverser le Fontanone à ses hommes. Ils sont cependant repoussés par l'intense feu de l'artillerie impériale. La cavalerie lourde de Kellermann et le 8e de dragons se déplacent vers la gauche et viennent écraser la brigade de dragons légers de Pilati (it), qui essayait de traverser le Fontanone afin d'encercler Victor. À droite, le général de cavalerie Pierre Champeaux est tué en essayant d'arrêter la colonne d'Ott. Un détachement français du 6e régiment d'infanterie légère occupe Castelceriolo au nord. Mais vers 11 h 30, les troupes d'Ott le reprennent, serrant de près l'aile droite française. Ott ne peut cependant prévoir l'arrivée d'un corps français provenant de Sale (au nord-est), envoyant l'avant-garde renforcée de von Gottesheim dans le but de prendre de flanc Lannes au nord. À 11 heures, Bonaparte arrive sur les lieux. Il rappelle rapidement tous les détachements éloignés et fait donner ses dernières réserves. Dès leur arrivée, la division de Monnier et la garde consulaire sont envoyées au combat afin de renforcer le flanc droit, mais négligent de soutenir Victor à Marengo, où ses hommes commencent à manquer de munitions.

### Percée des Impériaux au Fontanone
Vers 12 h 30, Lannes fait mouvement avec le reste de ses forces afin d'affronter Gottesheim, pendant que Kaim attaque encore une fois, mais cette fois en ciblant les ailes de Victor. Un pont jeté sur le Fontanone par les Impériaux leur permet de le traverser sous le couvert de leur artillerie. Les grenadiers de von Latterman (de) le franchissent afin d'engager les deux demi-brigades du général Rivaud qui tiennent le village de Marengo, les quatre escadrons de Frimont et de Bellegarde ayant repoussé Watrin. O'Reilly reprend Stortiglione à Rivaud vers 14 heures, tandis qu'au nord Ott prépare la colonne de von Schellenberg afin de l'envoyer en soutien à Gottesheim. Après avoir sécurisé le pont du Fontanone, la cavalerie de Pilati le franchit, mais elle est repoussée par celle de Kellermann. La colonne d'Ott se rabat sur le flanc droit de la division Watrin, tandis que la colonne d'o'Reilly exécute une manœuvre similaire sur la gauche de Victor. La position de ce dernier devenant intenable, il se replie vers le sud-est à travers les vignes, couvert par Lannes. Les troupes présentes à la ferme de Marengo sont abandonnées à leur sort : von Melas s'empare de la ferme grâce à deux escadrons de cavalerie qu'il commande personnellement.
Le capitaine Coignet présente le recul français comme particulièrement bien exécuté : « Nous battions en retraite en bon ordre, mais les bataillons se dégarnissaient à vue d'œil, tous prêts à lâcher pied, si ce n'avait été la bonne contenance des chefs ».
Adolphe Thiers, lui aussi, semble aussi confirmer cette vision d'une retraite héroïque :

« C'est dans ces moments que Lannes et ses quatre divisions font des efforts dignes des hommages de la postérité. L’ennemi qui a débouché en masse de Marengo dans la plaine, vomit par quatre-vingts bouches à feu, une grêle de boulets et de mitrailles. Lannes, à la tête de ses quatre demi-brigades met deux heures à parcourir trois quarts de lieue. Lorsque l'ennemi s'approche et devient trop pressant, il s'arrête et charge à la baïonnette. Quoique son artillerie soit démontée, quelques pièces légères, attelés des meilleurs chevaux, et manœuvrant avec autant d'habileté que d'audace, viennent aider de leur feu les demi-brigades… »

Vers 14 heures, les Français attaquent Castelceriolo. Ils retardent l'avancée de la colonne de Schellenberg en affrontant ses arrières. Ott, épaulé par Frimont, parvient à défaire Monnier, forçant les deux tiers de la division française à se retirer vers le nord-est. Au même moment, Marengo passe sous contrôle autrichien, forçant le retrait des troupes de Bonaparte.Tandis que les Impériaux continuent à traverser le Fontanone, leur artillerie pilonne l'infanterie française dissimulée dans les vignes. Dans une nouvelle tentative pour endiguer l'avancée des Impériaux de Schellenberg, Bonaparte fait donner le principal bataillon de la garde consulaire et son artillerie, ceux-ci s'efforçant d'entourer la colonne. Après avoir repoussé les dragons de l'armée impériale avec les restes de cavalerie de Champeaux (commandée par Murat), ils attaquent la tête de la colonne. Après un quart d'heure de mousqueterie, aux environs de 16 heures, la garde est quasiment anéantie par la cavalerie de Frimont,.
La gravité de la situation est décrite par Thiers :

« La présence du Premier consul, la vue des bonnets à poil de sa garde à cheval, ont ranimé les troupes. Le combat recommence avec une nouvelle fureur. Le brave Watrin, du corps de Lannes, avec le 6e de ligne et le 22e, rejette les soldats de Kaim dans le Fontanone. Lannes, remplissant le 40e et le 28e du feu de son âme héroïque, les pousse l'une et l'autre sur les Impériaux. Partout, on combat avec acharnement dans cette immense plaine. Gardanne essaie de reconquérir Marengo ; Lannes tâche de s'emparer du ruisseau qui a d'abord si utilement couvert nos troupes ; les grenadiers de la garde consulaire, toujours en carré, comme une citadelle vivante au milieu de ce champ de bataille, remplissent le vide entre Lannes et les colonnes de Carra-Saint-Cyr […] Mais le baron de Melas, avec le courage du désespoir, ramenant ses masses réunies sur Marengo, débouche enfin du village, repousse les soldats exténués de Gardanne, qui s'attachent en vain à tous les obstacles. O'Reilly achève d'accabler de mitraille la division Chambarlhac, toujours restée à découvert sous les coups d'une immense artillerie.

Il n'y a plus moyen de tenir, il faut céder le terrain. »

Les Français reculent de 3 kilomètres vers l'Est, et se regroupent au niveau de San Giuliano pour couvrir au mieux la retraite du reste de l'armée. Cependant, submergés par le nombre et expulsés de leurs positions défensives, ils ne peuvent tenir longtemps face aux Impériaux. Déjà, ceux-ci pensent la victoire acquise. Von Melas, âgé de 71 ans et légèrement blessé après la mort de deux chevaux qu'il montait, désigne comme commandant des opérations son chef d’état-major, le général Anton von Zach, assisté de Kaim, ceci dans l'espoir d'aller lui-même à Alexandrie pour annoncer son éclatante victoire. Au centre, les Impériaux forment une colonne massive afin de poursuivre et de chasser les Français qui se replient ou se débandent, l'avant-garde du général Saint-Julien se positionnant en tête de colonne. Elle se forme à Spinetta, au sud-est de Marengo, et avance le long de la route entre Marengo et San Giuliano. Cependant, la lenteur de ses flancs fait prendre à l'armée impériale une forme de croissant, étirant ses lignes. Sur l'aile droite, O'Reilly perd du temps à poursuivre un détachement français de 300 hommes commandés par le général Picot de Dampierre (qui sera finalement capturé). Il se dirige vers le sud-est, ce qui éloigne ses hommes du principal corps d'armée impérial, et donc de l'action qui va se jouer. Sur l'aile gauche, Ott hésite à exercer une pression sur l'aile française, la petite brigade de cavalerie de Rivaud rôdant au nord, derrière ses lignes.

### Contre-attaque française

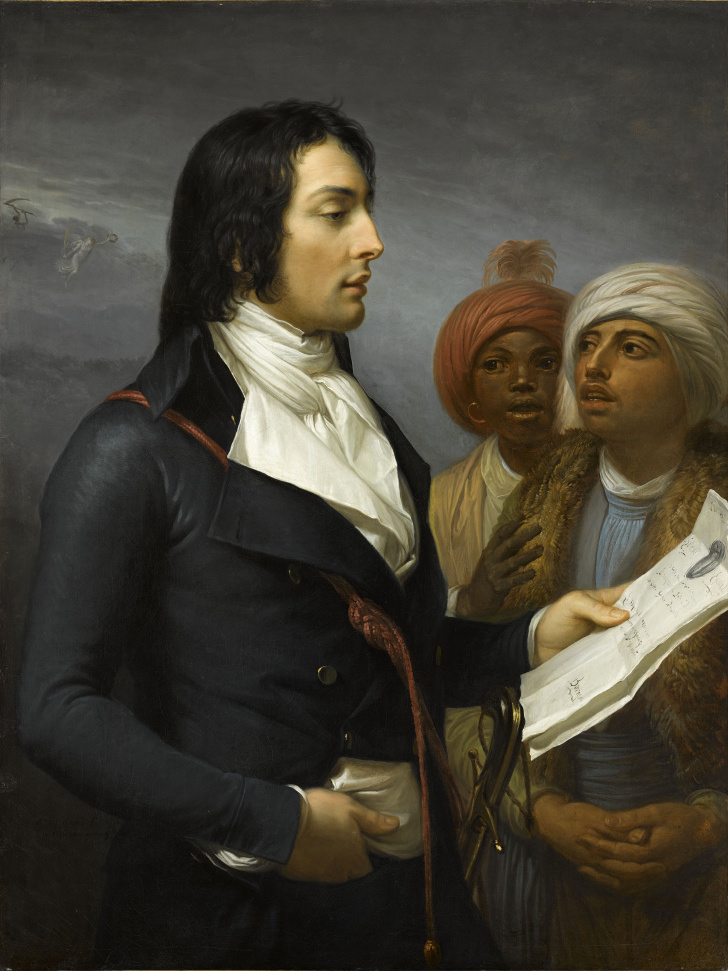
Louis Charles Antoine Desaix par Andrea Appiani.

Pendant ce temps, Desaix, qui commande la force que Bonaparte a auparavant détachée de son armée, s'est hâté dans sa progression et a atteint un petit carrefour au nord de Cascinagrossa (it), à 3 kilomètres à l'ouest de San Giuliano. Peu avant 17 heures, il vient en personne informer Bonaparte que sa force (9 000 hommes, neuf canons provenant de la division de Boudet), approche. On rapporte qu'après avoir interrogé Bonaparte sur la situation, Desaix répondit : « Cette bataille est perdue. Cependant, nous avons encore le temps d'en remporter une autre ». Il vient renforcer les troupes de Bonaparte avec ses troupes, réparties comme il suit :
- Division Monnier (adjudant-général Girard) :
  - Brigade Schilt :
    - 19e demi-brigade d'infanterie légère de deuxième formation sous les ordres de Bourgeois,
    - 70e demi-brigade d'infanterie de deuxième formation sous les ordres de Rouyer (1 460 hommes) ;

  - Brigade Saint-Cyr :
    - 72e demi-brigade d'infanterie de deuxième formation sous les ordres de Mercier (1 240 hommes) ;
- Division Boudet (adjudant général Dalton) :
  - Brigade Musnier :
    - 9e demi-brigade d'infanterie légère de deuxième formation(3 bataillons) sous les ordres de Labassée (2 014 hommes),
    - 30e demi-brigade d'infanterie de deuxième formation (3 bataillons) sous les ordres de Lajeunesse (1 430 hommes) ;

  - Brigade Guénand :
    - 59e demi-brigade d'infanterie de deuxième formation (3 bataillons) sous les ordres de Bourdois (1 872 hommes).

Bonaparte fait rapidement déployer les troupes de Desaix, fraîchement arrivées, à l'entrée du village de San Giuliano, tandis qu'à leur habitude, les Autrichiens sont lents à lancer leur attaque. Boudet et la 9e demi-brigade légère prennent rapidement position dans les vignes, où ils se heurtent à la colonne de Saint-Julien. Pendant que celle-ci se place en ordre de bataille, Boudet et son infanterie légère se replient vers la position de Desaix. Celui-ci envoie la brigade du général Guénand au nord, pendant que le reste des forces françaises (Monnier et Lannes) est positionnée encore plus au nord. Les Impériaux déploient trois batteries d'artillerie sur le côté nord de la route, soutenues par un régiment de dragons. Le général de brigade Auguste de Marmont masse les canons restants en une seule batterie, et les fait tirer contre les colonnes impériales qui avancent. La division de Boudet avance en ligne contre la tête de la colonne, repoussant la principale brigade de l'armée impériale de Saint-Julien. Zach fait donner la brigade de grenadiers de Latterman afin de soutenir les colonnes de l'armée impériale.
Voyant que la bataille devient des plus indécises, cette confusion étant exacerbée par l'explosion d'un train de munitions des Impériaux, Bonaparte envoie Desaix à la tête de la cavalerie pour une charge qui se veut décisive. La 9e demi-brigade légère contient l'avancée des Impériaux, alors que l'artillerie de Marmont mitraille les colonnes ennemies. Au sommet de cette confusion, la formation de Latterman est attaquée et désorganisée par les 400 cavaliers de Kellermann, la puissance des Français ayant enfoncé son flanc gauche.
Au moment décisif, Desaix, au cheval plus léger et donc plus rapide, se retrouve isolé. Il est alors atteint par une balle au torse qui le désarçonne, le tuant ainsi au faîte de sa gloire. Zach et au moins 2 000 de ses hommes sont capturés.

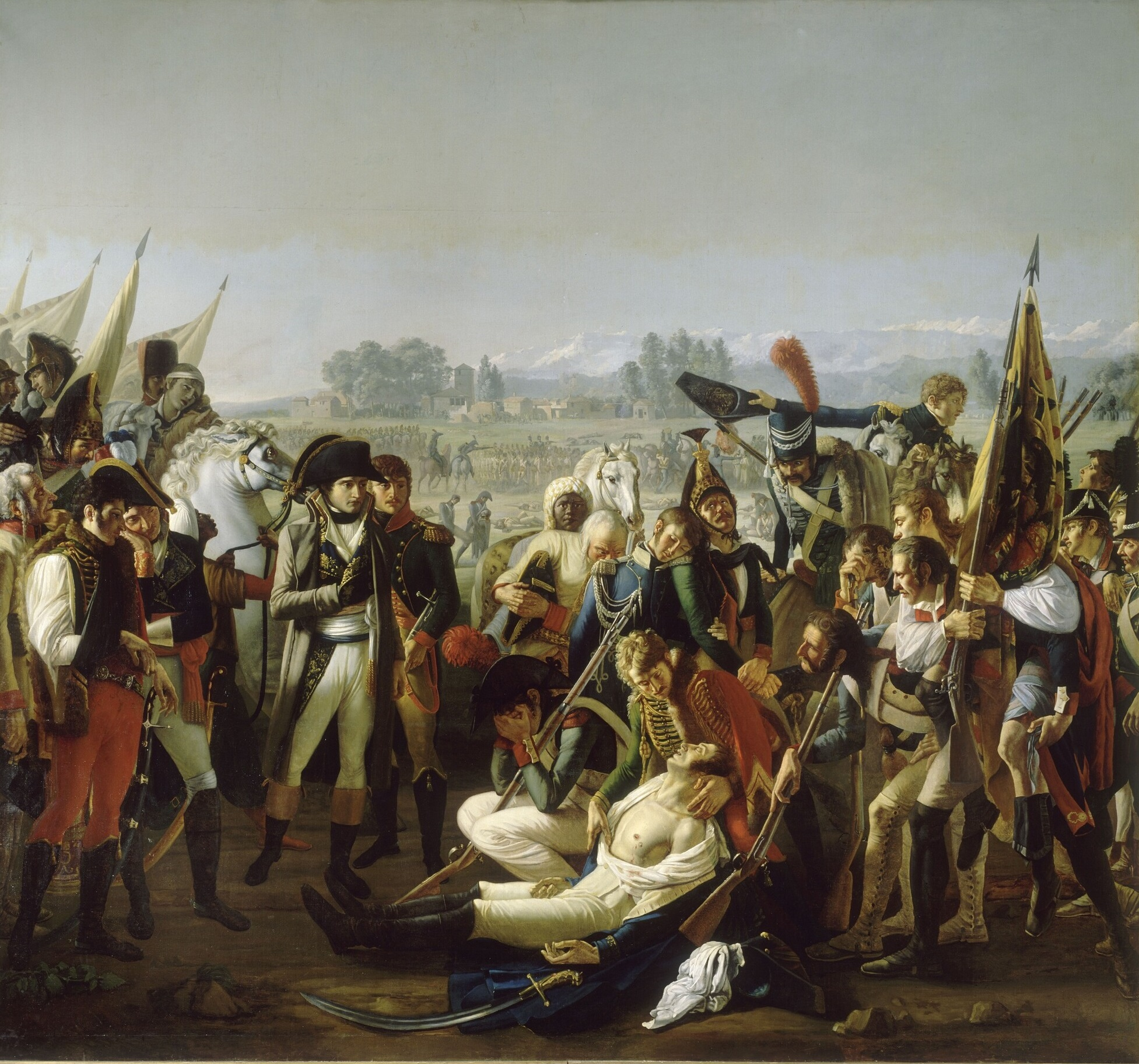
Bonaparte regardant le corps de Desaix.

Murat et Kellermann se retournent directement contre les dragons de Liechtenstein, qui sont trop lents à réagir et sont également écrasés. La cavalerie impériale se heurte aux rangs de Pilati, entraînant leur débandade. Alors que la cavalerie de Kellermann continue sa poursuite, l'infanterie autrichienne épuisée perd tout espoir et se débande dans un violent sauve-qui-peut. Les artilleurs de l'armée de l'Empire se replient également, pressés par les sabres français, pendant que la ligne des combats avance vers l'ouest. La 2e brigade de grenadiers de von Weidenfeld et quelques unités de cavalerie n'ayant pas pris part à la débandade, retiennent Boudet suffisamment longtemps pour permettre à la cavalerie d'O'Reilly de revenir. Celle-ci soutient Frimont dans sa défense du village de Marengo alors que la nuit tombe, permettant au centre des Impériaux de se replier au-delà de la Bormida. Ott ne peut intervenir, et trouve sa route pour Castelceriolo coupée par un contingent français qui avance vers le nord-ouest par rapport au bloc central. Il parvient cependant à se frayer un chemin vers la tête de pont sur la Bormida. Les Impériaux rétrogradent vers Alexandrie, abandonnant près de la moitié de leurs forces. Les Français se rendent maîtres du champ de bataille et ont désormais l'initiative stratégique. La dépouille de Desaix est retrouvée parmi les morts.

### Bilan
Ces douze heures de bataille ont coûté aux Impériaux 15 drapeaux, 40 canons, 8 000 prisonniers, dont le général Anton von Zach, et 9 400 morts et blessés, dont le général Hadik von Futak,.
Les Français déplorent quant à eux 4 700 morts et blessés, 900 disparus ou capturés. Ces pertes incluent Desaix lui-même. La division que commande Lannes a quatorze officiers tués et 40 % de son effectif est hors de combat.

## Conséquences
La victoire de Marengo scelle le succès de la campagne d'Italie de 1800 menée par Bonaparte. Celui-ci devant rentrer à Paris pour annoncer lui-même sa victoire à la population, il envoie le matin suivant le général Berthier faire une visite surprise aux quartiers généraux de l'armée impériale. 24 heures après la bataille, von Melas entre en négociations. La convention d'Alexandrie (en) impose aux impériaux d'évacuer le Nord-Est de l'Italie et de se replier à l'ouest du Tessin, et de suspendre leurs opérations militaires en Italie. La victoire de Marengo conduit également à la reddition de Turin, que les Autrichiens restituent en échange de l'autorisation de retirer leur armée d'Italie. Ainsi, par un seul succès, le Premier consul se fait restituer les places de la Lombardie et du Piémont qui avaient été conquises par la coalition au prix de combats meurtriers et de sièges longs et difficiles.
La position de Bonaparte en tant que Premier consul est renforcée grâce à l'issue victorieuse de la bataille et de la campagne menée. Après cette victoire, Napoléon peut enfin respirer. En effet, les généraux qui lui étaient hostiles ont constaté que sa chance ne l'a pas quitté. Ainsi, il surpasse Schérer, Joubert, Championnet et même Moreau qui n'ont jamais réussi à administrer une défaite décisive à la Coalition. La victoire de Moreau à Hohenlinden, bien qu'ayant mis fin à la guerre, est minimisée par Bonaparte, qui ensuite s'impose comme le sauveur de la patrie, et même de la République. Il a en effet rejeté les offres du futur Louis XVIII, qui considère le Consulat comme une simple transition entre la Révolution et la restauration d'un roi. Sa victoire à Marengo lui laisse enfin les coudées franches pour remodeler la France.

### La tentative de dénigrement des qualités françaises[Information douteuse]
Cette victoire est souvent présentée par les ennemis de Napoléon comme une victoire obtenue in extremis.
Dans les bulletins de l'Armée, la victoire de Marengo est présentée comme héroïque, et dans trois « Rapports officiels », elle est décrite avec beaucoup d'exactitude et d'objectivité.[non neutre] Le rôle fondamental de la Garde consulaire, tenue en réserve et intervenant à un moment crucial, sous le commandement personnel du Premier consul, est mis en valeur.
Le général Kellermann se distingue aussi à Marengo. Von Melas, piégé à Alexandrie, ses espoirs de percer à l'est détruits, envoie le soir même à Vienne un message dans lequel il explique que « la charge de Kellermann avait jeté ses soldats dans la débandade, et ce soudain et terrible renversement de situation s'acheva en annihilant le courage de ses troupes. Le désordre semé par la charge de cavalerie désorganisa notre infanterie et précipita notre retraite ». Au même moment, Murat écrit à Berthier : « Je me dois d'évoquer Kellermann qui, grâce à une puissante et judicieuse charge, fit pencher la balance en notre faveur ».
Dans le Bulletin de l'Armée publié le jour suivant, Napoléon n'essaie pas d'éclipser Kellermann, qu'il cite, mais il insiste sur le rôle également joué par la charge de Bessières : « Le chef de brigade Bessières se porta à l'avant des terribles Grenadiers de la Garde, et exécuta une charge avec autant de vigueur que de valeur, pénétrant la ligne de cavalerie ennemie ; brisant les rangs ennemis et résultant dans une déroute massive ».
Le mouvement de retraite de l'armée française, au début de la bataille, a été volontaire de la part du Premier consul. Berthier, dans la Relation de la bataille de Marengo publiée en 1804, le mentionne avec beaucoup de précision, preuves documentaires à l'appui.[non neutre] Berthier montre que le déploiement des divisions de Boudet et de Desaix a pris du temps, et que cette manœuvre leur a profité : « Le général ennemi interpréta de manière faussée cette manœuvre, pensant que l'armée se repliait massivement, alors qu'en réalité il ne s'agissait que d'un mouvement de conversion ». Cependant, il est certain que l'arrivée de Desaix, bien qu'attendue, ne l'était certainement pas avant la retraite. Le bulletin explique que les forces de Desaix attendaient en réserve avec l'artillerie.
Plusieurs participants à la bataille ont vivement ressenti les ordres reçus au début de la bataille d'effectuer une retraite, notamment Marmont dans ses Mémoires, ou encore le capitaine Coignet : « Nous étions en train de nous replier en bon ordre mais également prêts à courir et à nous débander au premier signe de danger » ; le capitaine Gervais confirme : « Pendant cette bataille, nous étions plusieurs fois sur le point d'être vaincus. La cavalerie autrichienne, sur un terrain favorable pour maximiser son potentiel destructeur, nous chargea maintes fois. Nous étions souvent obligés de concentrer nos feux ou même de nous replier ».
Napoléon Bonaparte analyse le tournant de la bataille (extrait de Les derniers moments de Napoléon, de François Antomarchi, le médecin et confident de l'Empereur à Sainte-Hélène, de 1819 au décès de l'Empereur, le 5 mai 1821, pages 754 à 756 de l'édition de 1842 du Mémorial de Sainte-Hélène, d'Emmanuel De Las Cases) : « Je voyais que les Autrichiens n’avaient pas employé leurs réserves ». Dans une bataille, face à l’ennemi, « la difficulté est de le forcer à employer ses réserves ». Pour y parvenir, Napoléon Bonaparte effectue une petite et précise contre-attaque avec seulement une demi-brigade qui était en train de se retirer ; c’est une réussite. Auparavant, Bonaparte avait veillé à revêtir un uniforme voyant et remarquable afin que le généralissime autrichien, von Mélas, soit informé par ses troupes que la contre-attaque française avait été menée par Bonaparte lui-même, et lui faire ainsi croire que le général français avait engagé ses réserves, ce qui n’était pas le cas, et ceci afin d’inciter von Melas à engager ses propres réserves. La manœuvre d'intoxication recherchée par le Premier Consul a fonctionné. La réserve de von Melas était constituée de 6000 « grenadiers hongrois, l’élite de son infanterie ; ce corps remplit la trouée que j’avais faite, et nous attaqua à son tour ». La réserve de Bonaparte était également composée de 6000 hommes, aux ordres de Desaix, qu’il engage alors. Les fantassins français ont enfoncé les Hongrois ; ils avaient été précédés par « une vigoureuse charge d’artillerie » et ont été par la suite renforcés par une charge de 800 cavaliers de Kellermann. Bonaparte avait calculé que la cavalerie autrichienne ne pouvait pas intervenir avant un quart d’heure, et donc, la cavalerie française bénéficia d’un quart d’heure de supériorité, « et j’ai remarqué que ce sont toujours ces quarts d’heure qui décident du sort des batailles ». « J’appris, après la bataille, de la bouche de quelques officiers généraux prisonniers, qu’au milieu même de leur premier succès, les Autrichiens n’étaient pas sans inquiétude ; ils avaient un secret pressentiment de leur défaite. Pendant le combat, ils questionnaient nos prisonniers et leur demandaient : “ – Où est le général Bonaparte ? – À l’arrière-garde” ; et ceux qui s’étaient déjà battus contre moi en Italie, et qui connaissaient mon habitude de me réserver pour la fin, s’écriaient : “Notre tâche n’est pas encore finie”. Ils avouèrent aussi qu’en me voyant sur la première ligne, ils avaient complètement donné dans le piège, et cru que ma réserve était engagée ».

## Postérité
Devenu empereur, Napoléon veut être sûr que cette victoire ne sera pas oubliée. Ainsi, en plus d'une promotion active, il charge le général Chasseloup de construire une pyramide à l'endroit où elle a eu lieu. Le 5 mai 1805, une cérémonie a lieu sur le champ de bataille. Napoléon, habillé comme il l'était le 14 juin 1800, accompagné de l'impératrice Joséphine, assiste à une parade militaire, assis sur un trône, à l'ombre d'une tente. Chasseloup présente à Napoléon la première pierre, sur laquelle est inscrit : « Napoléon, Empereur des Français et Roi d'Italie, aux Mânes morts pour la patrie en ce jour de la bataille de Marengo ». La pyramide fait en réalité partie d'un gigantesque projet architectural devant glorifier les conquêtes de Napoléon en Italie. Le champ de Marengo est supposé devenir le site de la « Cité des Victoires », dont les boulevards nommés d'après les victoires en Italie, convergent vers la Pyramide. Le projet est abandonné en 1815 après la Restauration, les pierres étant ôtées par les paysans. La colonne érigée en 1801 est même déplacée, pour être restaurée en 1922.

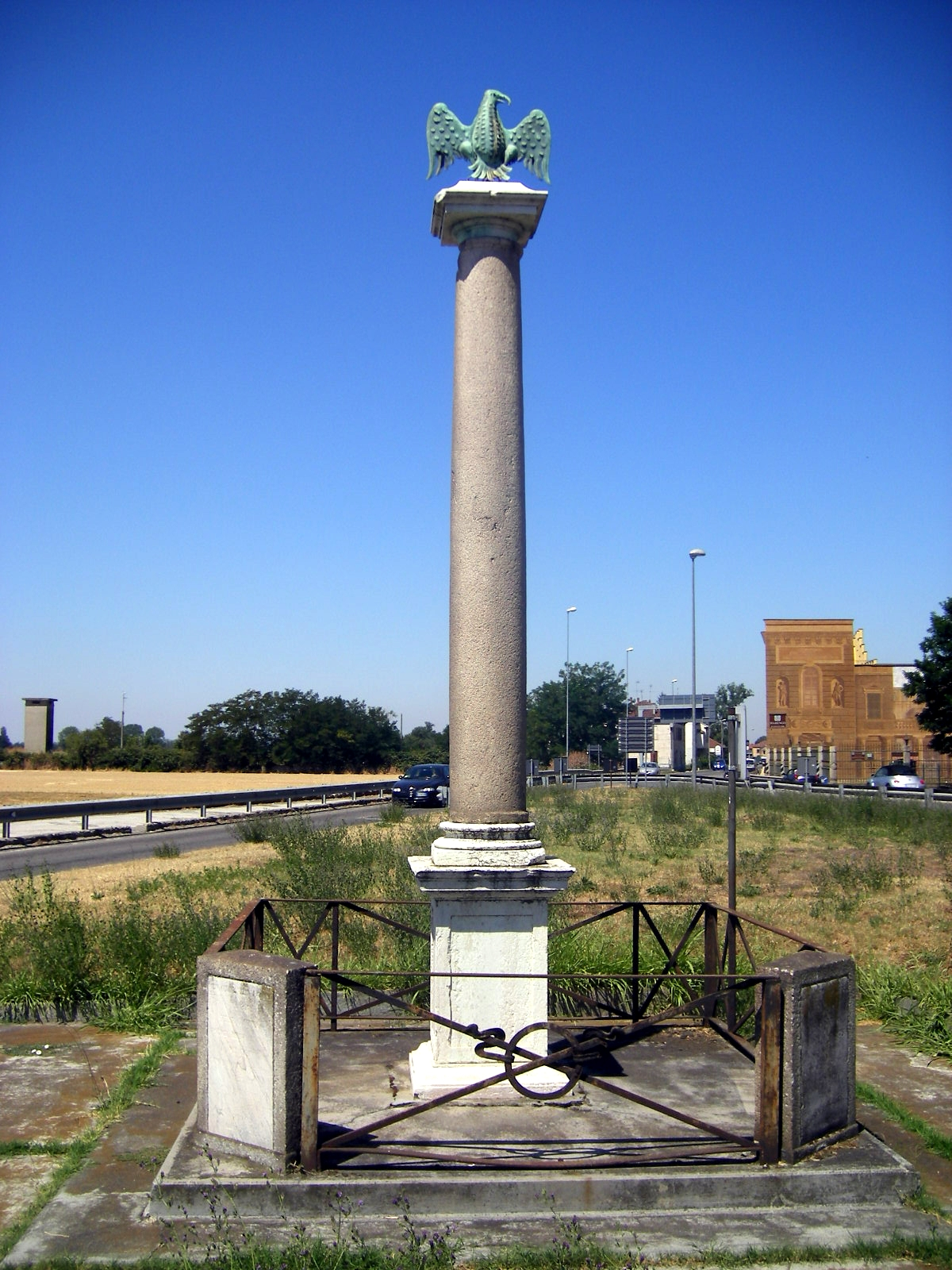
La colonne à Marengo.

Napoléon ordonne que plusieurs bâtiments de la Marine française soient nommés ou renommés Marengo, notamment le Sceptre, le Jean-Jacques Rousseau et le Ville de Paris. En 1802, lors de l'annexion du Piémont, le département de Marengo est nommé en hommage à la bataille, et a pour chef-lieu Alexandrie. Le cheval de Napoléon, que ce dernier a monté depuis le 14 juin jusqu'au 18 juin 1815 à la bataille de Waterloo, est également nommé Marengo. La rue du Coq-Saint-Honoré, à Paris, sera renommée en 1854 rue de Marengo.
Après la chute de Napoléon, le comté de Marengo, en Alabama, premier établissement de réfugiés bonapartistes de la Vine and Olive Colony, est nommé ainsi en l'honneur de cette victoire. Depuis, une série de collectivités portent ce nom en Amérique du Nord. Un musée y accueille chaque année des représentations de la bataille afin de commémorer la victoire française.

### Musée de Marengo
Le Museo della Battaglia di Marengo (musée de la bataille de Marengo), était situé sur la Via della Barbotta, à Spinetta Marengo, Alexandrie. C'est à cet endroit qu'eurent lieu les principaux affrontements entre les armées française et impériales.

## La bataille de Marengo dans les arts et la culture populaire

### Peinture
- La bataille de Marengo d'Adolphe Roehn, 1801, en collaboration avec M. Gadbois.

### Littérature
- À la suite de l'arrivée des premiers messagers alarmants à Paris, Fouché et Talleyrand complotent avec une tierce personne. À l'arrivée des seconds messages, plus rassurants, ils détruisent les documents compromettants, sauf ce troisième homme, que Fouché fait enlever. C'est le thème d’Une ténébreuse affaire de Balzac.

### Musique

#### Opéra
Une partie importante de Tosca, opéra de Giacomo Puccini créé en 1900, se déroule à Rome pendant la bataille de Marengo. À l'acte I, un messager apporte la fausse nouvelle de la victoire de von Melas, célébrée par un Te Deum dans l'église Sant'Andrea della Valle. L'acte II se déroule dans le palais Farnèse : le baron Scarpia, chef de la police, reçoit la nouvelle de la victoire française et de la fuite de von Melas ; le peintre Mario Cavaradossi, qu'il a fait torturer, laisse alors éclater sa joie.

#### Marche
- La Marche de la garde consulaire à Marengo a été nommée d'après la bataille[46].

#### Chanson
- Le général Lasalle aurait composé Fanchon, considérée comme « la » chanson des soldats napoléoniens, également connue comme La Madelon de Marengo[Note 1] ou Le Chant des Marie-Louise, lors du repas qui suivit la bataille et auquel assista Bonaparte[47].

La légende impériale veut que La Chanson de l'oignon fut aussi composée le jour de cette bataille. En tout cas, elle continua à célébrer cette potion magique des soldats de Napoléon pendant toutes les guerres de l'Empire.

### Cuisine
- Une recette de sauté de poulet avec des oignons et des champignons dans une sauce au vin et à la tomate, le poulet Marengo, commémore la bataille[48]. Une autre fut improvisée par le cuisinier du Premier consul avec du poulet, des œufs et des écrevisses. Elle connaît plusieurs déclinaisons, selon les viandes utilisées, telles que le sauté de veau marengo par exemple.

### Jeux de simulations historiques
- Marengo 1800, de Frédéric Bey et Marc Brandsma (série Jours de Gloire, Væ Victis no 35, 2000).
- Bonaparte at Marengo de Bowen Simmons (Simmons Games, 2005).